# Parc national de Buyratau
Le parc naturel national de Buyratau (kazakh : « Бұйрата́у » мемлекетті́к ұлтты́қ табиғи́ паркі́) est un parc national du Kazakhstan. Il a été créé le 11 mars 2011 par la résolution No 247 du gouvernement de la République du Kazakhstan, et réunit le parc naturel de Buyratau (qui était une aire protégée d'importance locale) avec les réserves zoologiques nationales de Belodymov et Ereïmentaou, qui avaient été auparavant réunies sous l'égide de la réserve nationale d'Ereïmentaou. Il est situé à cheval sur le District d'Ereïmentau de l'Oblys d'Aqmola (partie nord du parc s'étendant sur 60 814 ha) et le District d'Ossakarov de l'Oblys de Karaganda (partie sud s'étendant sur 28 154 ha).
Le mot Буйратау (Buyratau) signifie « montagne moutonnée ».

## Historique
En 1967, la réserve zoologique d'Ereïmentaou a été créée.
En 2001, le parc naturel de Buyratau a été instauré.
En 2011, le parc naturel de Buyratau est devenu un parc national.

## Faune et flore
Le parc a été créé dans le but de protéger les écosystèmes des steppes, et en particulier du type steppe sèche, mais aussi pour conserver les restes de forêts d'aulnes poisseux et de bouleaux koloks (ru), se trouvant dans la partie sud du parc.
La flore du parc compte plus de 450 espèces, dont une trentaine sont rares ou menacées, comme l'aulne poisseux, la crépis sibirica, l'adonis de printemps, l'anémone de prairie, la cystoptère fragile, ou la  pivoine des steppes (sv).
En ce qui concerne la faune, 45 espèces de mammifères peuplent le parc, dont un troupeau de plus de 200 mouflons et une harde de cerfs tout juste acclimatée au parc. 227 espèces d'oiseaux ont été recensées ; 127 d'entre elles nichent sur le territoire du parc, et 13 sont inscrites au Livre rouge (comme la spatule, le cygne chanteur, le fuligule nyroca, la macreuse brune, l'érismature à tête blanche, l'aigle des steppes, l'aigle impérial, la grue cendrée, la grande outarde, l'outarde canepetière, le vanneau sociable et le hibou grand-duc). 
Le parc accueille également 17 espèces d'insectes menacées.

## Liens
- « Carte du territoire projeté du parc »(Archive.org • Wikiwix • Archive.is • Google • Que faire ?)